# بورسيرة ريشية ثنائية
بورسيرة ريشية ثنائية (الاسم العلمي:Bursera bipinnata) هي نوع من النباتات تتبع جنس البورسيرة من الفصيلة البخورية.